# Доњи Цурај
Доњи Цурај (алб. Curraj i Poshtëm) је насељено место у општини Тропоја у округу Кукеш, Албанија. Према попису из 1989. године било је 367 становника.
Доњи Цурај су једно од насеља племена Никај.